# Gino Pivatelli
Gino Pivatelli (nascido em 27 de março de 1933) é um ex-jogador de futebol italiano e treinador que jogou como atacante. Ele foi um centro-avançado ágil e tecnicamente bem dotado, com um poderoso tiro de pé direito. Embora ele fosse um goleador, ele também era um jogador altamente versátil, capaz de desempenhar um papel criativo como segundo atacante ou meia-atacante.  

## Carreira
Ao longo de sua carreira, Pivatelli fez mais sucesso no AC Milan (1961-1963); Ele também jogou para Hellas Verona (1950-53), Bologna (1953-60) e SSC Napoli (1960-61). 
Depois de ter jogado na categorias de base da Internazionale, Pivatelli foi adquirido pelos Hellas Verona em 1950, ele estreou na Serie B aos 17 anos, marcando seu primeiro gol profissional em seu segundo jogo com o clube, em uma vitória por 4-1 sobre o Vicenza. Na temporada seguinte, ele foi promovido para a formação inicial e marcou um total de 25 gols em 68 jogos para sua equipe durante as próximas três temporadas, ajudando também o clube a lutar contra o rebaixamento.
Depois, ele foi contratado pelo Bolonha em 1953, Pivatelli estreou na Serie A com o clube em 13 de setembro de 1953, em uma vitória por 2 a 1 sobre Atalanta. Ao lado da Emilian, ele foi o melhor goleador da Serie A durante a temporada 1955-56, com 29 gols da liga em 30 jogos. No total, ele marcou 105 golos para o Bolonha durante as sete temporadas que jogou pelo clube. 
Depois de jogar com no Napoli na temporada 1960-61, ele foi contratado pelo Milan em 1961 e foi parte do time que venceu o título da Serie A em 1962 e a Liga dos Campeões em 1963 sob o comando do Nereo Rocco, após o titulo ele se aposentou do futebol profissional.

## Na Seleção
Gino Pivatelli fez parte do elenco da Seleção Italiana de Futebol na Copa do Mundo de 1954, na Suíça, mas não atuou. Ele fez sua estréia internacional na Itália em 30 de março de 1955, aos 22 anos, vestindo a camisa de número 10 e marcando o gol da vitória contra a Alemanha Ocidental (2-1), em Estugarda. Ele marcou seu segundo gol internacional contra Portugal em 22 de dezembro de 1957, em uma partida de qualificação para a Copa do Mundo da FIFA de 1958. No total, ele jogou 7 jogos e marcou 2 gols com a seleção italiana entre 1954 e 1958.   

## Títulos

### Clube
Milão
- Campeonato Italiano de Futebol - Série A: 1961-62
- Liga dos Campeões: 1962–63

### Individual
- Artilheiro da Serie A: 1955-56 (29 gols)